# Крупа на Уна
Община Крупа на Уна (на сръбски: Општина Крупа на Уни) е разположена в Република Сръбска, част от Босна и Херцеговина. Неин административен център е село Долни Дубовик. Общата площ на общината е 104,43 км2. Населението ѝ през 2004 година е 1949 души.
По преброяване от октомври 2013 г. населението наброява 1560 души.